# 马塞尔·奥克利
马塞尔·埃罗尔·埃曼努埃尔·奧克利（英語：Marcel Errol Emmanuel Oakley；2002年10月30日—）是一名英格蘭足球運動員，司職後衛，現時為自由身球員。

## 球員生涯

### 伯明翰城
奧克利生於伯明翰，在2019年7月取得伯明翰足球會的兩年青訓獎學金，2020年2月首次代表球會U23上場參加對德比郡U23的比賽。奧克利與另外四名青訓學員在2021年獲得職業合約，他與其它三人都在合約上簽名，並在2021/22賽季獲分發52號球衣號碼。
2021年8月10日，他首次代表伯明翰上場參加英格蘭聯賽盃第一輪對科尔切斯特联的比賽，並在75分鐘替球隊打進全場唯一入球，但球隊晉級至下一輪。11月6日英格兰足球联赛對雷丁的比賽是他首次職業聯賽上場，因由球隊5名後衛球員都受傷，使他臨危受命出任右翼衛位置，最終球隊以2-1落敗。11月23日作客對考文垂的比賽，他再一次先發上場，但他在賽事中受傷，使他需休養至明年2月，而該比賽最終以0-0打平。

#### 外借
2022年9月1日，他被外借到蘇格蘭足球冠軍聯賽球隊阿布羅斯至2023年1月。兩天後對帕尔蒂克的比賽，他在78分鐘換入上場，球隊在完場前連掉兩球而落敗。整個外借期間他在各項賽事上場19次，其中聯賽16次，縱使球隊希望延長外借期,，但奧克利在外借期結束後回到伯明翰。
2023年1月轉會窗重開後，他被外借至另一蘇格蘭球會女王公园至季末。他在效力球會期間在聯賽打進了1球，助球隊取得晉級蘇超附加賽資格，但球隊在晉級附加賽半決賽兩合回以總比數8-3不敵帕尔蒂克而失敗，而奧克利在兩回合都有上場參賽。
奧克利在伯明翰合約在2024年6月完結後被球會釋出。